# Гожев
Гожев (пол. Gorzew) — село в Польщі, у гміні Паб'яниці Паб'яницького повіту Лодзинського воєводства.
Населення — 80 осіб (2011).

## Демографія
Демографічна структура станом на 31 березня 2011 року:
|          | Загалом | Допрацездатний вік | Працездатний вік | Постпрацездатний вік |
| -------- | ------- | ------------------ | ---------------- | -------------------- |
| Чоловіки | 37      | 7                  | 25               | 5                    |
| Жінки    | 43      | 4                  | 26               | 13                   |
| Разом    | 80      | 11                 | 51               | 18                   |